# Urapteroides astheniata
Urapteroides astheniata là một loài bướm đêm thuộc họ Uraniidae. Nó được tìm thấy ở Đông Nam Á, từ Ấn Độ đến Fiji, bao gồm New Guinea và phía bắc nhiệt đới của Úc.
Sải cánh dài khoảng 60 mm.
Ấu trùng ăn Endospermum.

## Hình ảnh

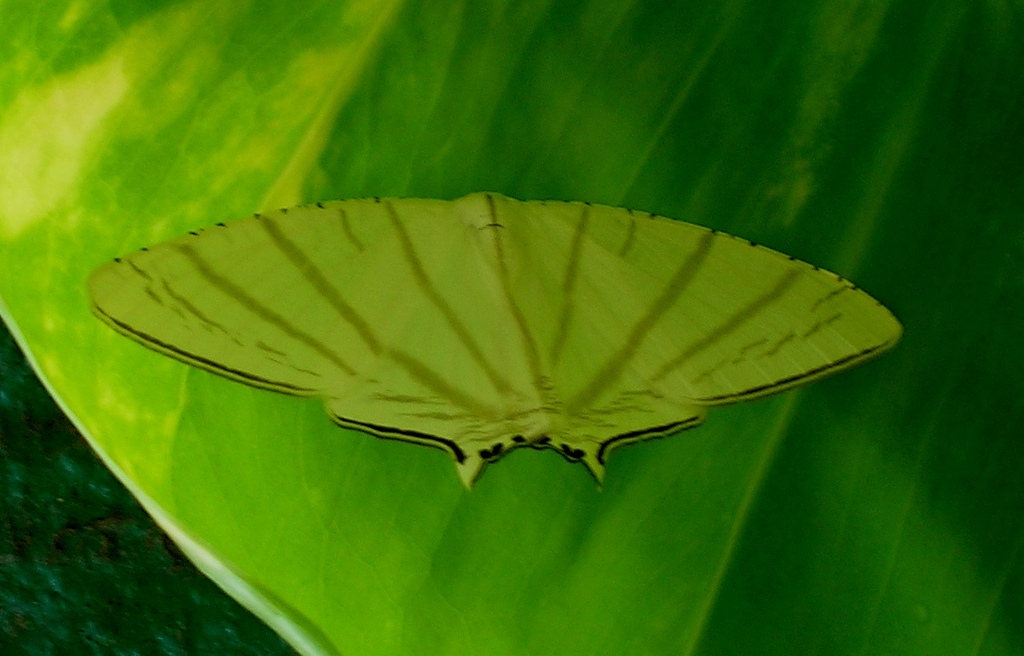